# Velezraščenke
Velezraščenke (znanstveno ime Meripilus) so rod gliv iz družine Velezraščenk (Meripilaceae).

## Seznam velezraščenk Slovenije[3]
- črneča velezraščenka (Meripilus giganteus)